# Michael Frolík
Michael Frolík (ur. 17 lutego 1988 w Kladnie) – czeski hokeista, reprezentant Czech, dwukrotny olimpijczyk.
Jego brat Martin (ur. 1982) także został hokeistą.

## Kariera
- HC Kladno U18 (2002–2003)
- HC Kladno U20 (2003–2006)
- HC Kladno (2004–2006)
- Rimouski Océanic (2006–2008)
- Florida Panthers (2008–2011)
- Chicago Blackhawks (2011–2013)
  -  KLH Chomutov (2012)
- Winnipeg Jets (2013-2015)
- Calgary Flames (2015-2019)
- Buffalo Sabres (2020)
- Montreal Canadiens (2020-2021)
- St. Louis Blues (2021)
- Lausanne HC (2021-2022)
- Bílí tygři Liberec (2022-)

Wychowanek HC Kladno. Od lutego 2011 roku zawodnik Chicago Blackhawks. W lipcu 2011 roku przedłużył kontrakt z klubem o trzy lata. Od września do grudnia 2012 roku na okres lokautu w sezonie NHL (2012/2013) związał się z klubem KLH Chomutov. Od lipca 2013 zawodnik Carolina Hurricanes. Od lipca 2015 zawodnik Calgary Flames, związany pięcioletnim kontraktem. Na początku stycznia 2020 przeszedł do Buffalo Sabres. Pod koniec grudnia 2020 przeszedł do Montreal Canadiens. We wrześniu 2021 przeszedł do St. Louis Blues, a w następnym miesiącu został zwolniony z tamtejszego kontraktu próbnego. Wkrótce potem podpisał dwuletnią umowę ze szwajcarskim zespołem Lausanne HC. W lipcu 2022 przeszedł do Bílí tygři Liberec.
Uczestniczył w turniejach mistrzostw świata 2011, 2012, 2019, zimowych igrzysk olimpijskich 2014, 2022, Pucharu Świata 2016.

## Sukcesy
Reprezentacyjne
- Brązowy medal mistrzostw świata juniorów do lat 18: 2004, 2006
- Brązowy medal mistrzostw świata juniorów do lat 20: 2005
- Brązowy medal mistrzostw świata: 2011, 2012

Klubowe
- Mistrzostwo dywizji NHL: 2013 z Chicago Blackhawks
- Mistrzostwo konferencji NHL: 2013 z Chicago Blackhawks
- Presidents’ Trophy: 2013 z Chicago Blackhawks
- Clarence S. Campbell Bowl: 2013 z Chicago Blackhawks
- Puchar Stanleya: 2013 z Chicago Blackhawks

Indywidualne
- QMJHL 2006/2007:
  - QMJHL All-Rookie Team
  - Najlepszy zawodnik miesiąca – styczeń 2007
- NHL (2008/2009):
  - NHL YoungStars Game
- Mistrzostwa Świata w Hokeju na Lodzie 2019/Elita:
  - Piąte miejsce w klasyfikacji strzelców turnieju: 7 goli (ex aequo)[12]
  - Siódme miejsce w klasyfikacji kanadyjskiej turnieju: 14 punktów[13]